# Neckera balfouriana
Neckera balfouriana là một loài Rêu trong họ Neckeraceae. Loài này được (Grev.) Müll. Hal. miêu tả khoa học đầu tiên năm 1850.